# Vilson Xavier de Menezes Júnior
Vilson Xavier de Menezes Júnior (São Gonçalo, 3 aprile 1988) è un ex calciatore brasiliano, di ruolo difensore.

## Caratteristiche tecniche
È un difensore centrale.

## Statistiche

### Presenze e reti nei club
Statistiche aggiornate all’8 novembre 2017.
| Stagione             | Squadra              | Campionato           | Campionato | Campionato | Coppe nazionali | Coppe nazionali | Coppe nazionali | Coppe continentali | Coppe continentali | Coppe continentali | Altre coppe | Altre coppe | Altre coppe | Totale | Totale | Totale |
| Stagione             | Squadra              | Comp                 | Pres       | Reti       | Comp            | Pres            | Reti            | Comp               | Pres               | Reti               | Comp        | Pres        | Reti        | Pres   | Reti   |        |
| -------------------- | -------------------- | -------------------- | ---------- | ---------- | --------------- | --------------- | --------------- | ------------------ | ------------------ | ------------------ | ----------- | ----------- | ----------- | ------ | ------ | ------ |
| 2007                 | Vasco da Gama        | A+CAR                | 20+0       | 1+0        | CB              | 0               | 0               |                    | -                  | -                  |             | -           | -           | 20     | 1      |        |
| 2008                 | Vasco da Gama        | A+CAR                | 9+0        | 0          | CB              | 0               | 0               | CS                 | 2                  | 0                  |             | -           | -           | 11     | 0      |        |
| 2009                 | Vasco da Gama        | B+CAR                | 0+30       | 0          | CB              | 6               | 2               |                    | -                  | -                  |             | -           | -           | 36     | 2      |        |
| Totale Vasco da Gama | Totale Vasco da Gama | Totale Vasco da Gama | 59         | 1          |                 | 8               | 2               |                    | -                  | -                  |             | -           | -           | 67     | 3      |        |
| 2010                 | Vitória              | A+BAI                | 3+6        | 0          | CB              | 3               | 0               |                    | -                  | -                  |             | -           | -           | 12     | 0      |        |
| 2010                 | Grêmio               | A+GAU                | 15+0       | 1+0        | CB              | 0               | 0               |                    | -                  | -                  |             | -           | -           | 15     | 1      |        |
| 2011                 | Grêmio               | A+GAU                | 12+8       | 0+1        | CB              | 0               | 0               | CL                 | 2                  | 0                  |             | -           | -           | 22     | 1      |        |
| 2012                 | Grêmio               | A+GAU                | 17+4       | 1+0        | CB              | 4               | 0               | CS                 | 2                  | 0                  |             | -           | -           | 27     | 1      |        |
| Totale Grêmio        | Totale Grêmio        | Totale Grêmio        | 56         | 3          |                 | 4               | 0               |                    | 4                  | 0                  |             | -           | -           | 64     | 3      |        |
| 2013                 | Palmeiras            | B+PAU                | 16+10      | 2+3        | CB              | 2               | 1               | CL                 | 4                  | 0                  |             | -           | -           | 32     | 6      |        |
| 2014                 | Cruzeiro             | A+MIN                | 0          | 0          | CB              | 0               | 0               |                    | -                  | -                  |             | -           | -           | 0      | 0      |        |
| 2014                 | Ponte Preta          | A+PAU                | 0          | 0          | CB              | 0               | 0               |                    | -                  | -                  |             | -           | -           | 0      | 0      |        |
| 2015                 | Chapecoense          | A+CAT                | 18+11      | 0+1        | CB              | 3               | 0               | CS                 | 1                  | 0                  |             | -           | -           | 33     | 1      |        |
| 2016                 | Corinthians          | A+PAU                | 14+4       | 1+0        | CB              | 0               | 0               | CL                 | 1                  | 0                  |             | -           | -           | 18     | 1      |        |
| 2017                 | Corinthians          | A+PAU                | 0          | 0          | CB              | 0               | 0               |                    | -                  | -                  |             | -           | -           | 0      | 0      |        |
| Totale carriera      | Totale carriera      | Totale carriera      | 197        | 11         |                 | 18              | 3               |                    | 12                 | 0                  |             | -           | -           | 217    | 14     |        |

## Palmarès

### Competizioni nazionali
- Campionato brasiliano di seconda divisione: 2

Vasco da Gama: 2009
Palmeiras: 2013
- Campionato brasiliano: 1

Corinthians: 2017

### Competizioni statali
- Campionato Baiano: 1

Corinthians: 2010
- Campionato Mineiro: 1

Corinthians: 2014
- Campionato paulista: 1

Corinthians: 2017